# サマセット郡 (メリーランド州)
サマセット郡（英: Somerset County）は、アメリカ合衆国メリーランド州の東海岸部南東に位置する郡である。2010年国勢調査での人口は26,470人であり、2000年の24,747人から7.0%増加した。郡庁所在地はプリンセスアン町（人口3,290人）であり、同郡で人口最大の町でもある。郡名は、ジョン・サマセット卿の妻で、初代ウォーダーのアランデル男爵トマス・アランデルの娘、メアリー・レディ・サマセットに因んで名付けられた。レディ・サマセットは、メリーランド植民地領主第2代ボルチモア男爵セシリウス・カルバートの妻でアン・カルバート（旧姓アン・アランデル）の姉妹だった。アン・カルバートからアナランデル郡が名付けられた。
サマセット郡はソールズベリ大都市圏に属している。

## 歴史
バージニア植民地が1659年から1660年に、クエーカー教徒にイングランド国教会に改宗するか、植民地を去るか決断を求める法を成立されたこともあって、サマセット郡に植民が行われ、設立された。デルマーバ半島の南端にあるアコマック郡に住んでいたクエーカー教徒集団が、1661年にボルチモア卿に請願して、その領土のチェサピーク湾東岸のさらに北に移住することになった。ボルチモア卿は、バージニア人が進出してくる可能性が強くなり、デルマーバ半島の領土境界を強化する機会だと判断した。
1632年にボルチモア卿がイングランド王チャールズ1世から得ていた王室勅許では、メリーランドの領土をポトマック川全流域の北、北緯40度線までと定めていた。後にボルチモア卿がチェサピーク湾東海岸に行わせた測量では、その南部境界の延長がポコモーク川河口で半島を横断しており、「ワトキンスポイント」と記された露出岩で北岸に印が付けられた。1662年11月、バージニアのクエーカー教徒はそのポイントのすぐ北、アネメセックス川の南岸に入植し、別に国教会系のバージニア人開拓者が、更に北、マノキン川沿いに第2の入植地を造ることを認められた。
この2つの開拓地に関連して、ボルチモア卿は東部海岸領土にメリーランド人2人、バージニア人1人からなる3人の委員会を設定した。その目的は表面上領土を監視することであり、新しい開拓地を造り、全ての土地と住民の移動について記録を詳細に残していくことだった。しかし実際にはこの委員会を使ってこの地域に対するメリーランドの領有権を補強し、バージニア人による進出を監視することがあった。

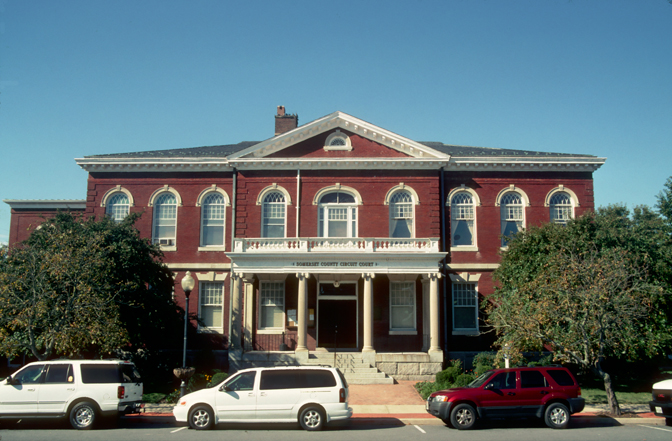
プリンセスアンにあるサマセット郡庁舎

1663年、バージニアの活動家が植民地議会を説得し、バージニアとメリーランドの境界はポコモーク湾の北30マイル (50 km)、ワイカミコ川河口にあると宣言させ、ワイカミコ川より南にあるアネメセックスやマノキンなど開拓地の人々すべてにバージニアへの忠誠を確保させることを命令した。1663年10月初旬、アコマック郡の民兵隊をエドマンド・スカーボロー大佐が率い、アネメセックス開拓地に到着し、逮捕や資産の押収という脅しを使って、忠誠の誓いを取ろうとした。この時点で、スカーボローはスティーブン・ホーシーを逮捕する任務が与えられていた。ホーシーはイングランドのワイト島の生まれで、1643年にバージニアのノーサンプトンに移民してきていた。ホーシーは反課税運動の指導者であり、植民地政府を批判する者でもあり、またウィリアム・クールボーン、ランドール・レベル、アンブローズ・ディクソンというノーサンプトンの仲間と共に、1651年の「トリセシモ・ディ・マーティ」（イギリス新政府への誓約書）に署名していた。スカーボロー大佐とその40名の騎兵からなる部隊は、1663年10月11日にホーシーの新居に到着し、ホーシーに対するバージニア植民地議会の命令書を提示した。ホーシーはスカーボローに逮捕されたが、その部隊についてバージニアに戻ることを拒否し、メリーランドに留まり、イングランド国王とボルチモア卿に対する忠誠を維持すると宣言した。スカーボロー大佐とその40名の騎兵からなる部隊は即座に開拓地を出て行った。彼らはアネメセックス開拓地住民からの忠誠の誓いを得ることができずに戻っていった。
新しい開拓者たちはボルチモア卿の治めるメリーランド東海岸部下流に到着すると、新しく設立した郡の政府設立に取り掛かる必要があった。ホーシーは即座に指導者として認められ、新郡を運営する最初の郡政委員の地位に選ばれた。ボルチモア卿チャールズ・カルバートは、1665年12月11日、スティーブン・ホーシーと、ウィリアム・ソーン大尉、ウィリアム・スティーブンス、ジョージ・ジョンソン、ジョン・ワインダー、ジェイムズ・ジョーンズ、ヘンリー・ボストンを委員に任命した。ホーシーはサマセット郡設立の父のリストに、自分を含めることができた。ホーシーはこの指導者としての役割に加えて、「ミスター」の称号をつけることもできるようになった。ホーシーは1666年の冬から春にかけてサマセット郡政委員会の常任委員を務めた。ホーシーがチェサピーク湾を何度旅したかは明らかでないが、1665年にソーン大尉と共に渡ってチャールズ・カルバートと会見したの事実であり、カルバートはこの2人の新郡政委員に自ら就任宣誓した。ホーシーは当初から反逆児として頭角を現し、その信念のために公衆の表に進んで立つ人物だった。

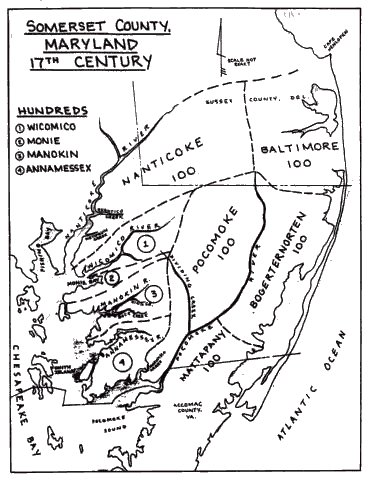
1669年時点のサマセット郡の区分、領域はデラウェア州サセックス郡やバージニア州アコマック郡と重複している

郡の北側境界も論争になった。ボルチモア卿はその東海岸部領土がデラウェア湾入り口にあるヘンローピン岬まで広がっていると考えていた。そこはオランダがデラウェア領土を支配したときに入植しようとした最南端だった。しかし1673年、ヨーク公がその領土の境界（半島横断線と呼ばれる）測量を命令した。それはデルマーバ半島の最も広い部分を横断し、フェンウィック島を通るものであり、ヘンローピン岬からは約15マイル (24 km) 南を通っていた。1682年、デラウェア総督のウィリアム・ペンはその新しいデラウェア領土がこの測量線まで広がっていると宣言した。しかし、サマセット郡南部境界の論争とは異なり、この境界線付近のどちらの側もほとんど開拓者が入っていなかった。この境界線は最終的に1763年、測量士のチャールズ・メイソンとジェレマイア・ディクソンがデラウェアとメリーランドの境界を定義した時に決着した。
サマセット郡には主にバージニアから新しい開拓者が入り続けた。1666年までに独自の政府を持つ郡を設立する条件に合うようになっていた。1666年8月22日、ボルチモア卿が完全な市民と軍隊の組織設立を含め、新郡設立を宣言した。この宣言により、保安官と軍隊指揮官が設定され、また郡を通る道路を決める5人の測量士も決められた。1667年1月、郡の管理者は5つの地区を決め、「ハンドレッド」という呼称で指定した。地域に関する知識が増えるにつれて、その後も新しいハンドレッドが追加された。
郡の開拓はチェサピーク湾から東に進み、アコマック郡から北に上がった。初期2か所の開拓地住民はクエーカー教徒とイングランド国教会員だった。どちらの集団もバージニア植民地北部からの移住者が増えるにつれて、拡大を続けた。1670年代、スコットランドとアイルランドの長老派教会員が、ある者はバージニアから、またある者はイギリスから入ってくるようになった。1680年12月、郡の著名人でイングランド国教会員であるレホボス開拓地のウィリアム・スティーブンスが、北アイルランド、ラッガンの長老派教会に牧師を派遣してくれるよう要請した。最初の長老派教会牧師フランシス・メイクミーは1683年初期に到着した。その後は急速にアイルランド系長老派教会牧師や宣教師が増えて行った。サマセット郡東部のポコモーク川沿いにあるレホボスやスノーヒルの町は、郡内の長老派教会中心となった。これら長老派教会牧師や宣教師の活動により、1706年にはフィラデルフィア市で長老派教会が組織され、アメリカ長老派教会の前身になった。
1689年、前年にイギリスでカトリック教徒の国王ジェームズ2世を追放し、オランダからオラニエ公ウィリアムとメアリーを招聘した名誉革命の結果もあって、メリーランドのピューリタンが蜂起し、カトリック系のメリーランド政府を退陣させた。この行動は1689年のプロテスタント革命と呼ばれるようになり、ボルチモア卿の領主勅許が復元され、メリーランドは王室領となった。1692年、メリーランド植民地議会はイングランド国教会を国教に制定し、これがクエーカー教徒や長老派教会員への圧力となり、アメリカ独立戦争のときまでその数はゆっくり減り続けた。
1742年郡東部からウースター郡が分離設立された。1867年郡の一部とウースター郡の一部を合わせワイカミコ郡が作られた。
サマセット郡には多くのアメリカ合衆国国家歴史登録財がある。

### インディアン
イングランド人の植民地が広がっていくと、多くのインディアン部族がメリーランドを離れ、オハイオ川バレーのより大きな部族に合流するか、北に隣接していた部族と合流した。その子孫が今も州内に残っており、植民地人と結婚するかその社会に同化した。

## 郡政府
サマセット郡はメリーランド州の伝統的郡政府形態である郡政委員会方式で統治されている。委員は4年任期で選出されている。

### 郡保安官
スティーブン・ホーシーが166年8月22日に初代郡保安官に指名された。サマセット郡は2011年に保安官事務所300周年を祝った。

## 地理
アメリカ合衆国国勢調査局に拠れば、郡域全面積は610.78平方マイル (1,581.9 km2)であり、このうち陸地327.21平方マイル (847.5 km2)、水域は283.56平方マイル (734.4 km2)で水域率は46.43%である。

### 隣接する郡
- アコマック郡 - 南
- ワイカミコ郡 - 北
- ウースター郡 - 東

### 州立保護地域
メリーランド州ディール島野生生物管理地域は郡北西4分の1にある。ディール島だけでなくチェサピーク湾の支流も管理している。広さは13,000エーカー (52 km2) ある。平坦なトレイルが9マイル (14 km) 以上ある。

## 人口動態
以下は2000年国勢調査による人口統計データである。
| 基礎データ - 人口: 24,747人 - 世帯数: 8,361 世帯 - 家族数: 5,444 家族 - 人口密度: 29人/km2（76人/mi2） - 住居数: 10,055軒 - 住居密度: 12軒/km2（31軒/mi2） 人種別人口構成（2000年統計、（ ）内は2010年統計） - 白人: 56.4% (53.5%) - アフリカン・アメリカン: 41.1% (42.3%) - ネイティブ・アメリカン: 0.4% (0.3%) - アジア人: 0.5% (0.7%) - その他の人種: 0.5% (1.5%) - 混血: 1.2% (1.7%) - ヒスパニック・ラテン系: 1.3% (3.3%) 先祖による構成 - アフリカ系：41% - イギリス系：16% - ドイツ系：8% - アイルランド系：8% - イタリア系：1% 年齢別人口構成 - 18歳未満: 18.5% - 18-24歳: 15.7% - 25-44歳: 29.5% - 45-64歳: 22.2% - 65歳以上: 14.2% - 年齢の中央値: 37歳 - 性比（女性100人あたり男性の人口） - 総人口: 114.6 - 18歳以上: 119.1 | 世帯と家族（対世帯数） - 18歳未満の子供がいる: 38.3% - 結婚・同居している夫婦: 46.1% - 未婚・離婚・死別女性が世帯主: 15.1% - 非家族世帯: 34.9% - 単身世帯: 15.3% - 65歳以上の老人1人暮らし: 7.2% - 平均構成人数 - 世帯: 2.37人 - 家族: 2.92人 収入と家計 - 収入の中央値 - 世帯: 29,903米ドル - 家族: 37,643米ドル - 性別 - 男性: 27,496米ドル - 女性: 23,035米ドル - 人口1人あたり収入: 15,965米ドル - 貧困線以下 - 対人口: 21.1% - 対家族数: 15.0% - 18歳未満: 28.4% - 65歳以上: 19.1% |

## 都市と町
サマセット郡内にはメリーランド州法の市町が2つある。
- 1 市: クリスフィールド（1872年法人化）
- 1 町: プリンセスアン（1733年法人化） - 郡庁所在地

### 国勢調査指定地域
未編入領域も「町」と考えられるが、政府は無い。アメリカ合衆国国勢調査局、アメリカ合衆国郵便公社、地元商工会議所など様々な組織がその町を定義している。法人化はされていないので、その境界が定義されていない。アメリカ合衆国国勢調査局は以下の国勢調査指定地域を登録している。
- チャンス
- ダムズクォーター
- ディールアイランド
- イーデン
- フェアマウント
- フレンチタウン・ランブリー（フレンチタウンとランブリーの組み合わせ）
- マウントバーノン、昔からホッグズネック、カウアイランドあるいはジェイソンの一部として知られる
- スミスアイランド
- ウェストポコモーク

### 未編入の町
- イーウェル
- キングストン
- マノキン
- マリオンステーション
- オリオール
- レホベス
- ローズポイント
- シェルタウン
- タイラートン
- アッパーフェアマウント
- アッパーフォールズ
- ウィノナ
- ウェストーバー

## 教育
- メリーランド東海岸大学